# Przekłady biblijne Władysława Szczepańskiego
Przekłady biblijne Władysława Szczepańskiego – obejmują Ewangelie i Dzieje Apostolskie, ukazywały się w latach 1914–1917. Były to pierwsze polskie katolickie przekłady Nowego Testamentu bezpośrednio z języka greckiego, choć z uwzględnieniem Wulgaty. 
Tłumacz, Władysław Szczepański TJ, był archeologiem, biblistą, profesorem Papieskiego Instytutu Biblijnego w Rzymie i Uniwersytetu Warszawskiego. W swoich przekładach uniezależnił się od Biblii Jakuba Wujka, zastosował natomiast nowoczesne zasady tłumaczeń, takie jak wierność i wykorzystanie krytyki tekstu.

## Kolejne wydania

### Bóg-Człowiek w opisie Ewangelistów (1914)
Szczepański określił publikację w jej podtytule jako Nowy, synoptyczny przekład czterech Ewangelij w jednej na podstawie tekstu greckiego z objaśnieniami. Przekład miał schemat harmonii Ewangelii. Tłumacz wziął jako podstawę opowiadania Ewangelię Jana, wraz z jej chronologią świąt żydowskich i w nią wstawił wydarzenia podane przez Łukasza i Marka, a wszystko uzupełnił Ewangelią Mateusza. Działalność publiczną Jezusa rozpisał na trzy lata. Rodowody Chrystusa według Mateusza i Łukasza umieścił w dodatku.
Przekładowi towarzyszył komentarz zawierający wskazówki egzegetyczne, dogmatyczne, filologiczne, geograficzne i archeologiczne.
Pierwsze wydanie ukazało się w Rzymie w roku 1914. Miało postać bogato ilustrowanego albumu w dużym formacie. Przedmową opatrzył je abp Józef Bilczewski. Następne wydania w mniejszych formatach i ze skróconym komentarzem ukazywały się w Krakowie w latach 1924, 1936 i 1950.

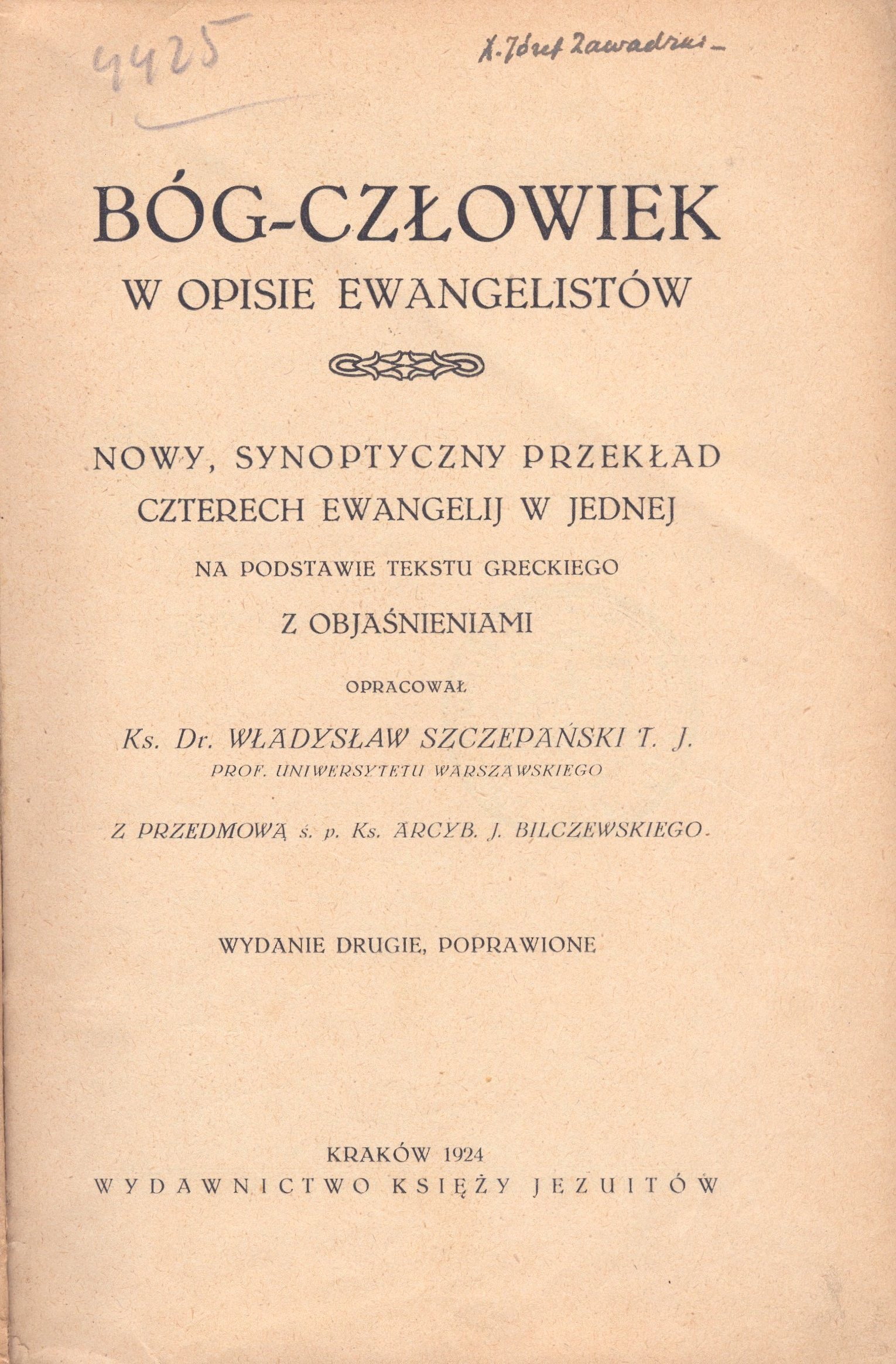
Strona tytułowa wydania z 1924
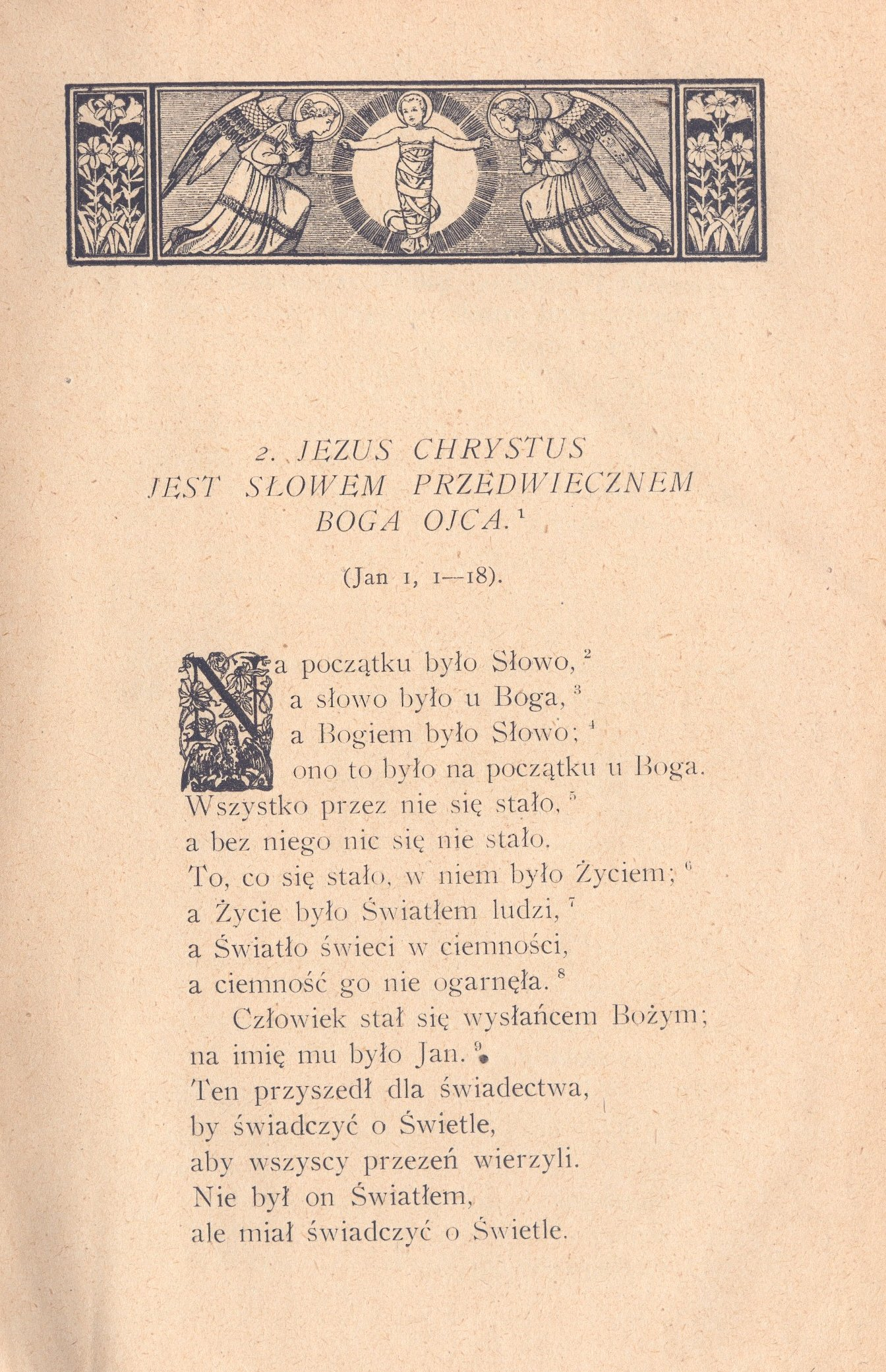
Prolog Ewangelii Jana
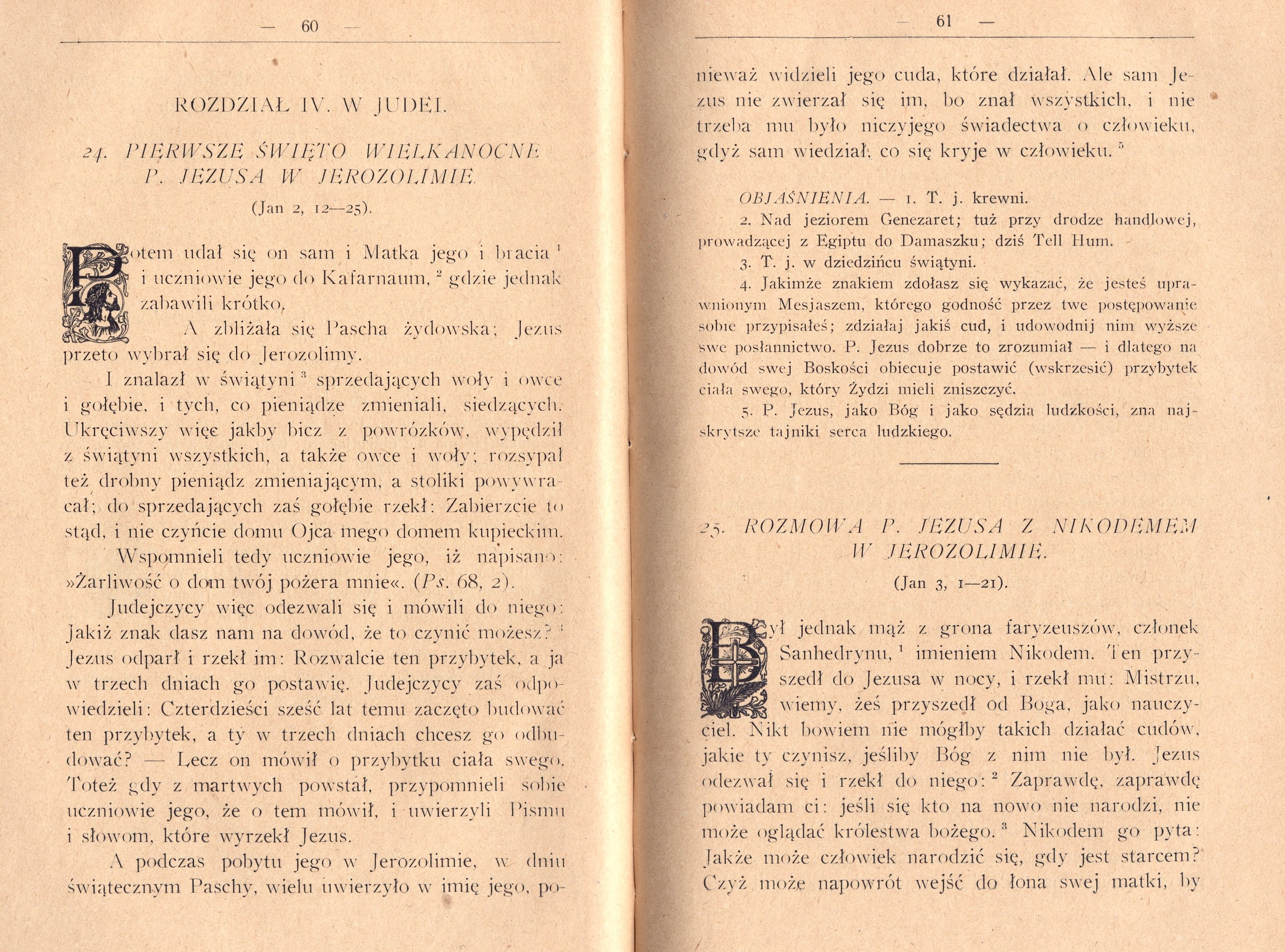
Drugi rozdział Ewangelii Jana

### Cztery Ewangelie (1917)
Po wydaniu harmonii ewangelicznej Bóg-Człowiek... Szczepański kontynuował prace nad przekładem. Przetłumaczył osobno 4 ewangelie kanoniczne, które rozesłał do oceny teologom i biblistom, a ich uwagi „przemyślał gruntownie" i wykorzystał w pełnym wydaniu.
Publikację sfinansowały Akademia Umiejętności w Krakowie, Kasa im. Mianowskiego w Warszawie, arcybiskup Edmund Dalbor z Poznania oraz dwie osoby prywatne. Szczepański podkreślił, że złożyły się na nią wszystkie polskie dzielnice.
Cztery Ewangelie składały się z dwóch części. Pierwszą był Wstęp ogólny do Ewangelii, poświęcony geografii, historii, stosunkom religijnym i społecznym starożytnej Palestyny. Kwestię historyczności Ewangelii i czasu ich powstania autor rozstrzygnął zgodnie z decyzjami Papieskiej Komisji Biblijnej. Druga część: Przekład i Komentarz zawierała przekład wraz z oznaczeniem wariantów tekstowych i miejsc paralelnych, oraz szczegółowy komentarz filologiczno-historyczny. Był on poszerzony w stosunku do Bóg-Człowiek. Zgodnie z napisem na karcie poprzedzającej stronę tytułową, Cztery Ewangelie miały być pierwszą częścią Nowego Testamentu, jednak kolejne nie ukazały się.

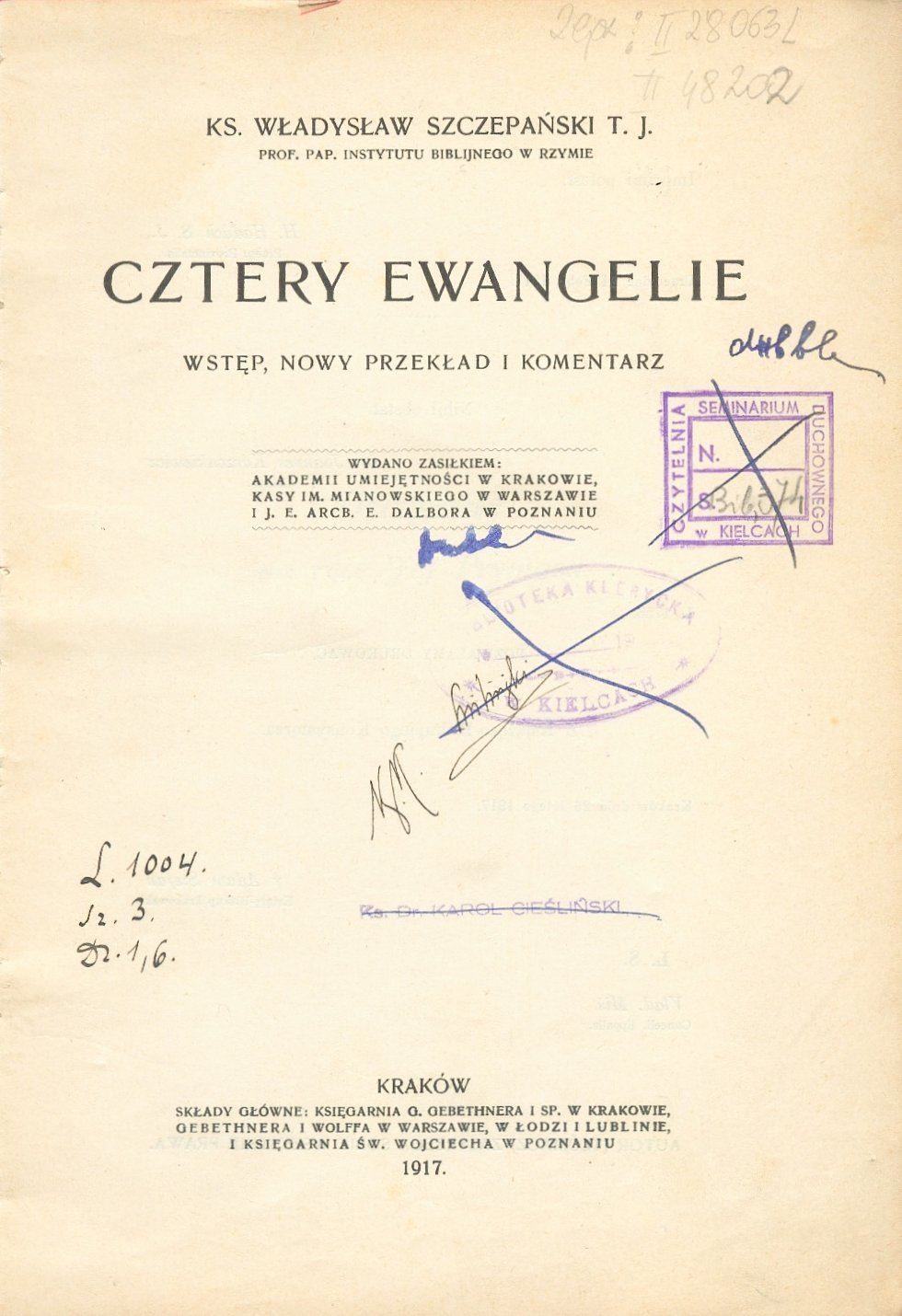
Strona tytułowa
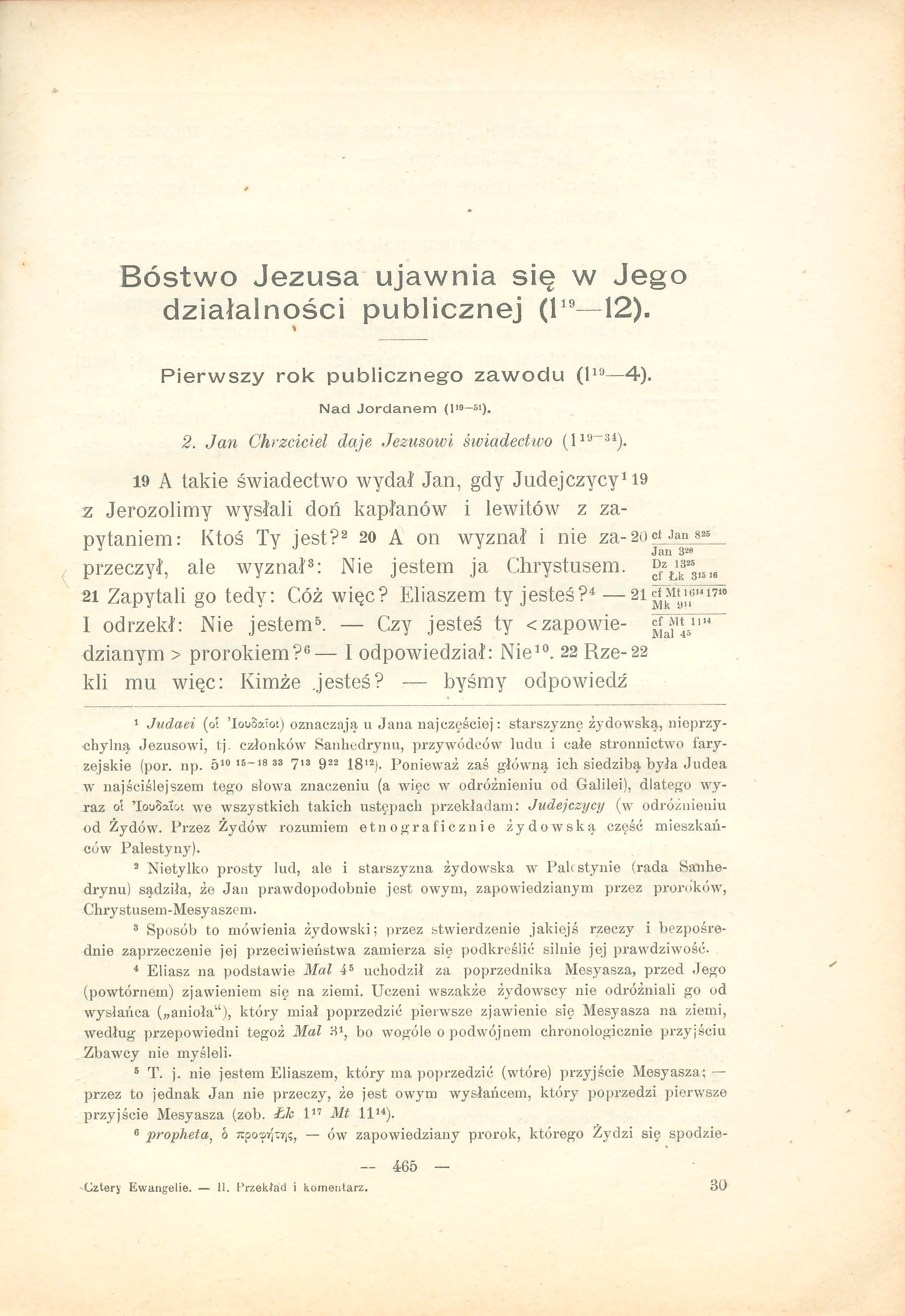
Fragment Ewangelii Jana
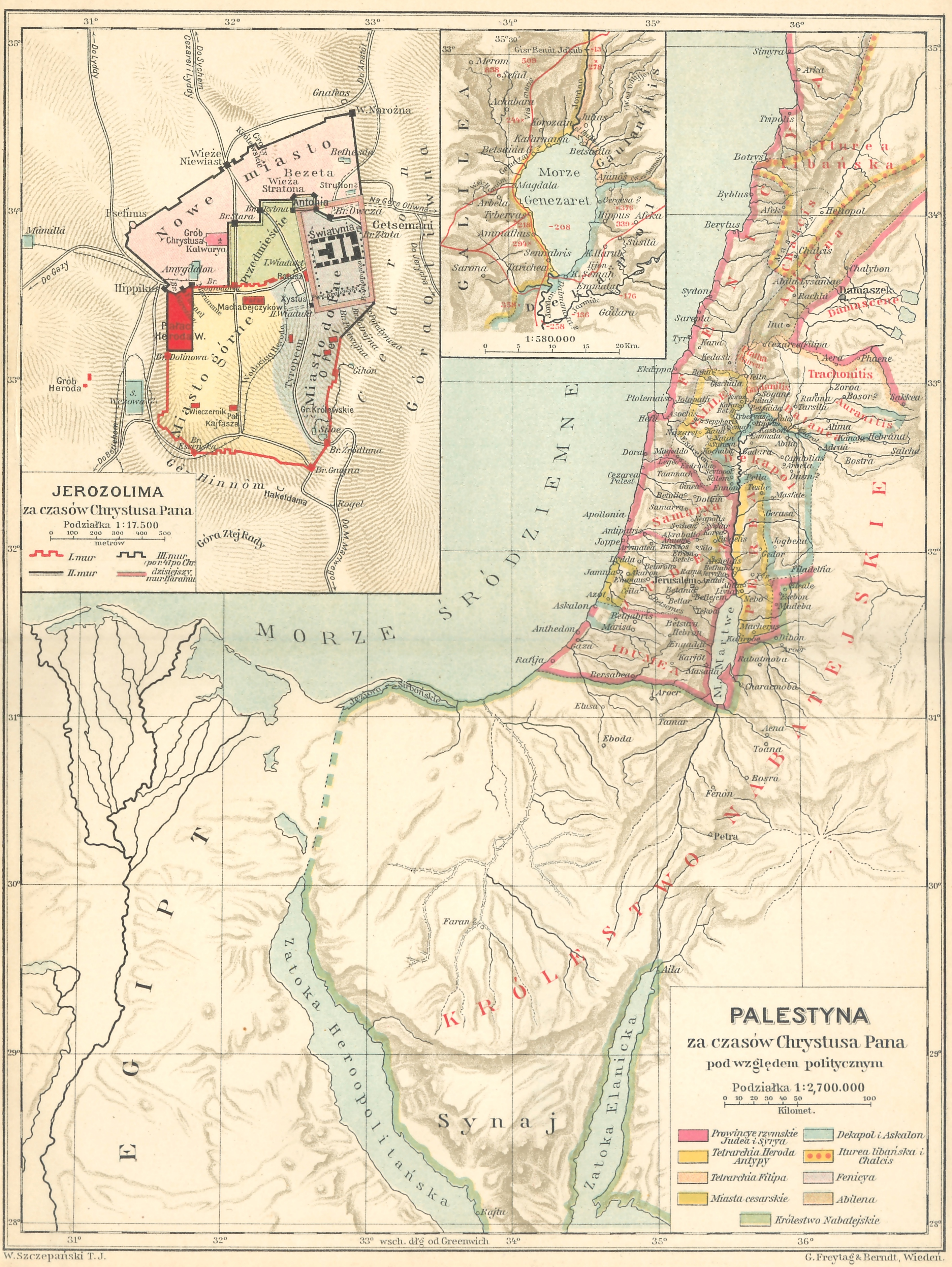
Mapa Palestyny, Jerozolimy i okolic Jeziora Genezaret

### Ewangelie i Dzieje Apostolskie (1917)
Przekład Ewangelii uzupełniony o Dzieje Apostolskie ukazał się również w 1917 w Krakowie. W stosunku do Czterech Ewangelii miał on mniejszy format i skrócone komentarze. Kolejne wydania obejmowały: same Dzieje Apostolskie (Poznań, 1922) oraz Ewangelie i Dzieje Apostolskie w pięciu tomikach (Poznań, 1925).

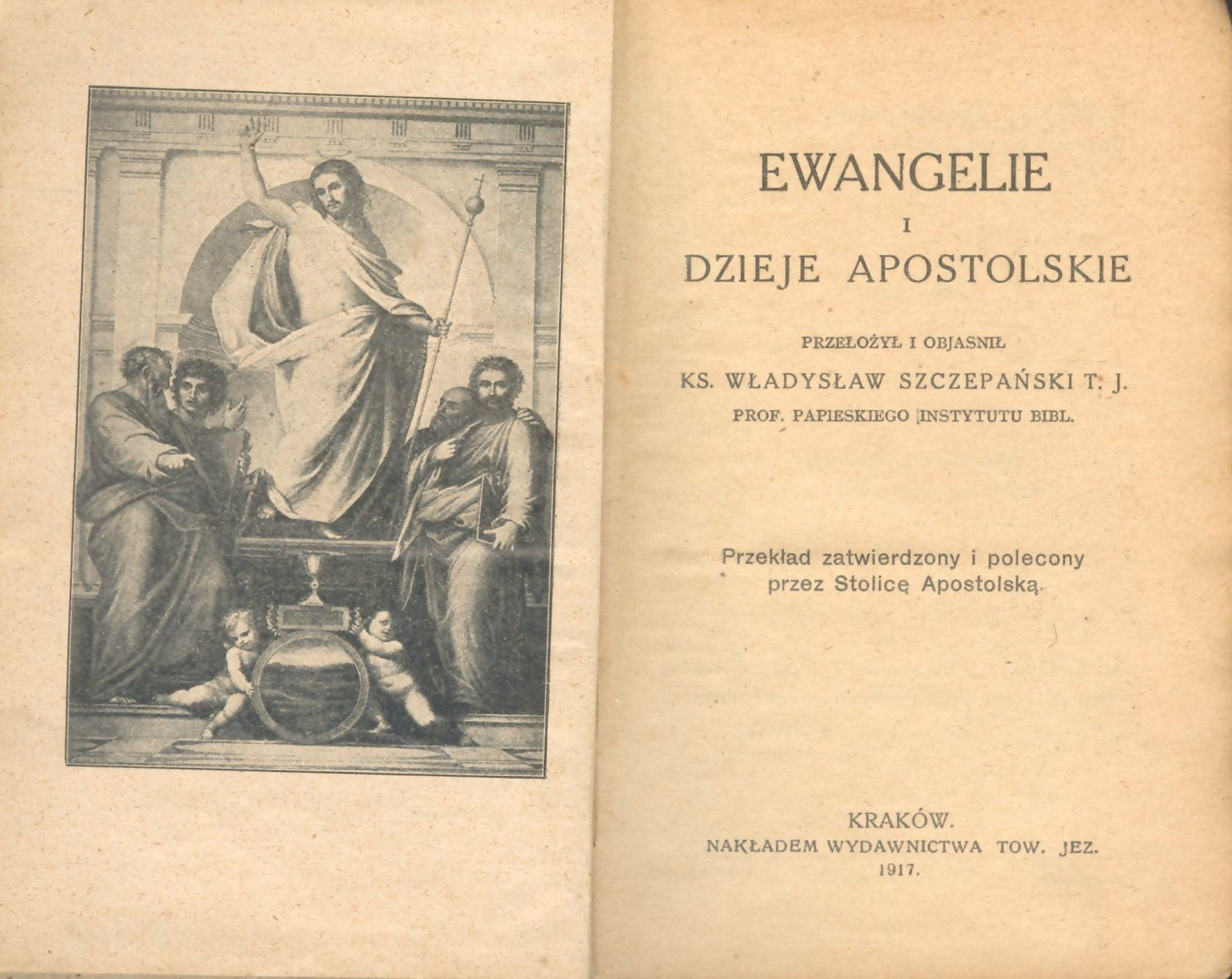
Strona tytułowa
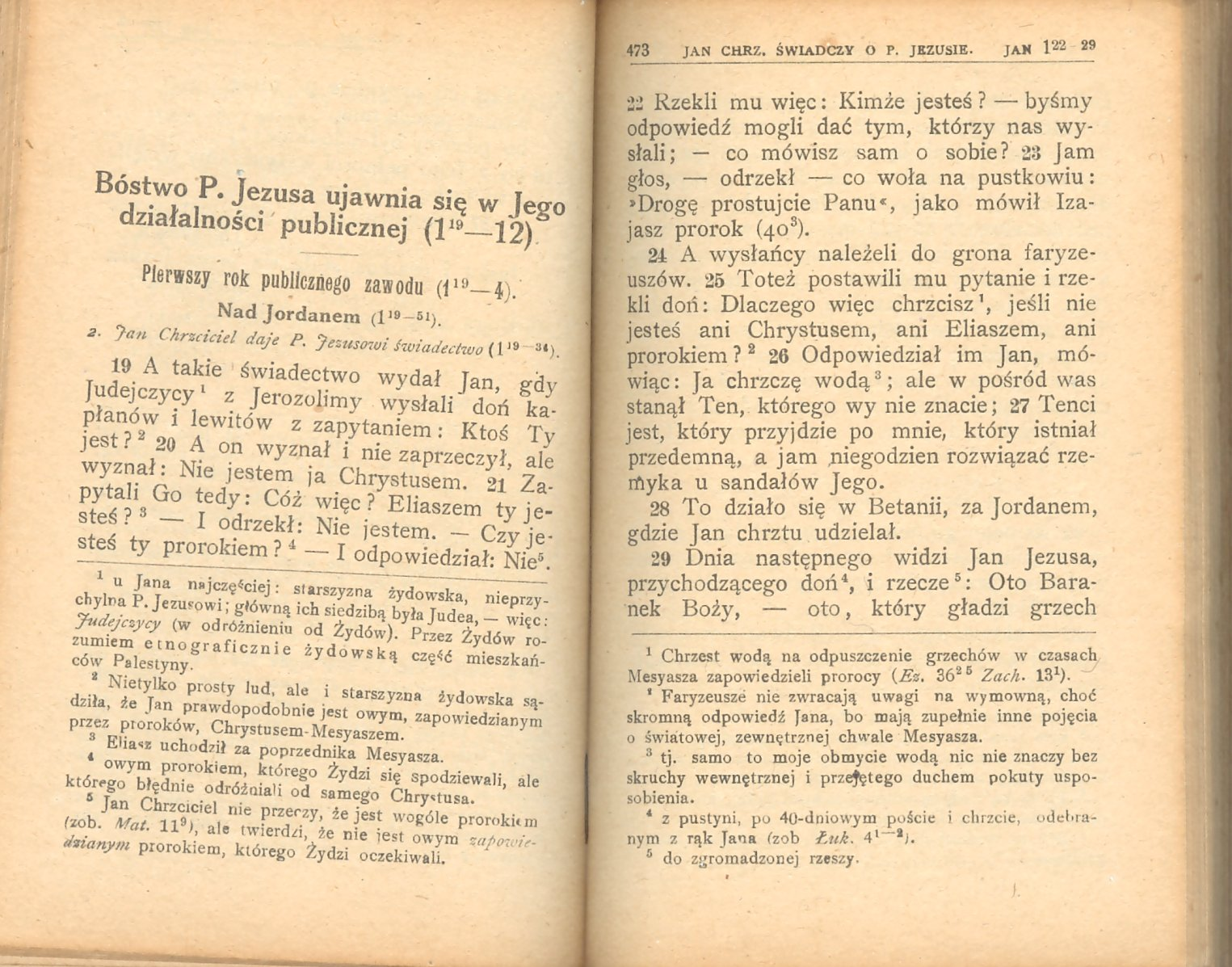
Fragment Ewangelii Jana

## Źródło przekładu
Przekłady Szczepańskiego określano jako pochodzące z języków oryginalnych, jednak jak sam autor podkreślał: „ze względów kościelnych trzeba bowiem było obok tekstu greckiego nie spuszczać nigdy z oka Wulgaty, którą – jak wiadomo – Sobór Trydencki uznał za urzędowy, autentyczny tekst Kościoła rzymskiego". Z tych powodów zdecydował się uwzględnić równocześnie tekst grecki i Wulgatę:
- oznaczył osobno wszystkie dodatki Wulgaty (odróżniając kilka jej wydań) oraz słowa znajdujące się tylko w tekście greckim;
- tam, gdzie tekst grecki przedstawiał odmiany różne od Wulgaty, a niedające się w tekście uwzględnić, tam tekst grecki podany zostawał w komentarzu.

Za podstawę przekładu Szczepański przyjął dla Wulgaty:
- ed. Clementina wyd. przez A. Gramatica w 1914 (oficjalne wydanie kościelne)
- Novum Testamentu latine sec ed., opr. J. Wordsworth, H. J. White (1889–1905)

W przypadku tekstu greckiego Szczepański opierał się „przeważnie" na rekonstrukcji Hermanna von Sodena z 1913, z niej też pochodził aparat krytyczny

## Charakterystyka przekładów
Swoje zasady przekładu Szczepański wyłożył w obszernej przedmowie do Czterech Ewangelii z 1917. Oparł je na trzech punktach: nowości, wierności oraz krytyczności.
Przekład Szczepańskiego był „całkowicie nowy" i niezależny od Biblii Wujka, choć pozostawiał te zdania, z którymi „zbyt już się zżyło całe społeczeństwo polskie, bo przeszły one prawie w jego przysłowia". Czasami zachowywał archaizmy w celu podkreślenia jakiegoś bardziej uroczystego miejsca. W przeciwieństwie jednak do starszych przekładów Szczepański naśladował prostotę stylu opowiadania biblijnego, co było konsekwencją uwag biblistów i teologów.
Wierność Szczepański rozumiał jako odzwierciedlenie każdego zdania i słowa biblijnego. Wykluczał jednak niewolniczość, nie zachowywał tym samym szyku wyrazów oryginału, jak też nie stosował zwrotów i form właściwych jedynie dla języków starożytnych (hebraizmów, grecyzmów i latynizmów). Starał się też zachować właściwości stylistyczne poszczególnych autorów, stwierdzając, że najmniej trudności sprawiał styl Łukasza, najwięcej natomiast Marka, w którego języku było wiele zdań niedokończonych oraz przejść między czasami. Arcybiskup  lwowski Józef Bilczewski, pisząc wstęp do Bóg-Człowiek w 1913, podkreślił, że przekład z greckiego był „wierny, ale nie niewolniczy; język szlachetny, prosty".
Jako wyróżniającą cechę swojego przekładu Szczepański uznał jego synoptyczność, tzn. przetłumaczenie tych samych zwrotów  z ewangelii synoptycznych w ten sam sposób. Według niego, nie dbały o to ani Wulgata, ani inne przekłady starożytne i nowożytne. Korzyścią miało być pozbycie się pozornych sprzeczności tekstualnych między synoptykami, których nie było w tekście oryginalnym. W przypadkach, gdzie sam tekst grecki był niejasny, Szczepański starał się, aby tę niejasność tłumaczenia zachować, aby nadawała się do podwójnej egzegezy, np. Łk 2,49.
Krytyczność Szczepański rozumiał jako zgodność ze stanem krytyki tekstu, który poczynił na przełomie XIX i XX wieku duże postępy. Trudność sprawiało według niego zachowanie równocześnie wierności językowi greckiemu, jak i Wulgacie.

## Recepcja przekładów Szczepańskiego
We wstępie do swojego wydania Czterech Ewangelii Szczepański przedstawił pochwalne opinie i listy otrzymane od kilkunastu biskupów polskich, podkreślając zapotrzebowanie na nowy polski przekład Pisma świętego.
Zwolennicy przekładu Szczepańskiego podkreślali jego jasność i przejrzystość, a także gruntowność wstępu i komentarza. Józef Teslar recenzując jeszcze w 1917 Cztery Ewangelie zwracał uwagę na to, że przekład przeszedł aż trzy redakcje, i mimo że do pierwszej miał pewne poprawki, to zostały one uwzględnione. Tekst określił jako „zrozumiały, przejrzysty, ale naprawdę pełen świętej powagi i namaszczenia”, a także oddający indywidualne różnice autorów poszczególnych ksiąg. Porównując fragmenty Ewangelii Mateusza z greckim oryginałem Teslar udowadniał, że wielu niejasności tekstu Wujka pozbyto się wreszcie z polskich Ewangelii. Wyraził też nadzieję, że Szczepański przygotuje wydanie całej Biblii.
Fragmenty przekładu Szczepańskiego trafiły do zbiorów lekcji i Ewangelii, wykorzystywanych do czytań Mszy św. w niektórych diecezjach, np. do zbioru ks. Rudolfa Tomanka (Cieszyn, 1930). Cieszyły się one popularnością, na co zwracali uwagę krytycy. Komentarz Wydawnictwa Księży Jezuitów do drugiego wydania Bóg-Człowiek w opisie Ewangelistów podkreślał, że zapoczątkowało ono „w Polsce tak potrzebny i tak przez wszystkich upragniony przekład poszczególnych Ksiąg Pisma świętego na podstawie oryginałów".
Porównania z Biblią Wujka (dokonywane przez zwolenników przekładu Wujka i jego modyfikacji – a nie tworzenia nowego przekładu) nie wypadały na korzyść pracy Szczepańskiego. Już w 1920 ukazała się broszura Nowy przekład polski Pisma Świętego, której autorem był prof. Ignacy Chrzanowski. W formie – według określenia późniejszej encyklopedii – „dość napastliwej" Chrzanowski odniósł się do stylu tłumaczenia. Język określił „na ogół biorąc, poprawny", jednak wskazał na błędy językowe, latynizmy i germanizmy. Przykładem latynizmu miało być zdanie: „Nie mamy króla, jak tylko cesarza" (J 19, 15), będące niewolniczym tłumaczeniem Non habemus regem, nisi Caesarem. Tam, gdzie Szczepański nie wprowadzał nowości, a zaufał Wujkowi, przekład był według Chrzanowskiego poprawny, zwykle jednak było przeciwnie:

Gdzie się na nowość silił (a silił się zwykle), tam przekład jest nie tylko suchy, pozbawiony wszelkiej poezji, ale wręcz pospolity, banalny.

W 1948 roku do krytyki Chrzanowskiego nawiązał Artur Chojecki, który na łamach miesięcznika Znak stwierdzał, że z broszurą sprzed 28 lat powinni zapoznać się wszyscy przyszli tłumacze Pisma Św., a nie zrobili tego Eugeniusz Dąbrowski i Feliks Gryglewicz, których przekłady akurat wtedy się ukazały.
Współcześni badacze podkreślają nowość przekładu oraz samego podejścia tłumacza. Bożena Szczepińska pisała, że Szczepański już „na początku wieku przekonywał, iż respektując wierność wobec oryginału, tłumacz powinien zachowywać w przekładzie jego niejasności”. Marian Wolniewicz zwraca uwagę, że „Szczepański przekazał najpełniejszy zbiór zasad swego tłumaczenia, pewien zarys teorii biblijnego przekładu".